# 池田政直 (福本藩主)
池田 政直（いけだ まさなお）は、江戸時代前期の大名。播磨国福本藩初代藩主。輝澄系池田家2代。官位は従五位下・能登守。

## 略歴
池田輝澄の四男として誕生した。徳川家康の曾孫にあたるため、松平姓を与えられた。父が改易されたものの、寛文3年（1663年）に1万石を与えられ立藩した。寛文5年（1665年）没。嗣子がなかったため、領地は弟の政武に7,000石、政済に3,000石が分与されて交代寄合となり、福本藩は消滅した（明治元年1868年に藩に復帰）。
墓所は兵庫県神河町福本の徹心寺。

## 系譜
- 父：池田輝澄（1604年 - 1662年）
- 母：天正院 - 生駒正俊の娘
- 正室：姉小路公景の娘
- 生母不明の子女
  - 女子：池田政武養女 - 松平勝以正室
  - 女子：池田政武養女 - 水野忠位正室